# Agnieszka Sieradzka-Mruk
Agnieszka Sieradzka-Mruk – polska językoznawczyni, filolog, dr hab. nauk humanistycznych, adiunkt Katedry Lingwistyki Kulturowej i Socjolingwistyki Wydziału Polonistyki Uniwersytetu Jagiellońskiego.

## Życiorys
W 1996 ukończyła studia z zakresu filologii angielskiej na Uniwersytecie Jagiellońskim, 21 maja 2003 obroniła pracę doktorską Odbiorca jako czynnik kształtujący wypowiedź (na przykładzie kazań dla dzieci), 12 października 2016 habilitowała się na podstawie pracy zatytułowanej "Radość i nadzieja, smutek i trwoga" w nabożeństwie drogi krzyżowej. Wybrane aspekty ewolucji dyskursu religijnego w XX wieku na przykładzie leksyki dotyczącej uczuć.
Jest adiunktem Katedry Lingwistyki Kulturowej i Socjolingwistyki Wydziału Polonistyki Uniwersytetu Jagiellońskiego.